# Grgo Martić
Grgo Martić (Posušje, 1822. január 24. – Kreševo, 1905. augusztus 30.) boszniai horvát ferences szerzetes, író. Neve gyakran Grga Martić vagy Mato Martić alakban bukkan fel a forrásokban.

## Életútja
Egy Posušje melletti kis faluban, az akkor az Oszmán Birodalomhoz tartozó Rastovačában született. Tízéves korában nagybátyja jóvoltából kezdte meg a papi pályára való felkészülést. 1838-ig a kreševói ferenceseknél tanult, majd Pozsegában, Zágrábban, végül Székesfehérváron folytatta tanulmányait. 1844 karácsonyának napján szentelték pappá. Ezt követően három éven át Kreševóban szolgált, majd Osovában volt káplán.
1851-től 1879-ig Szarajevóban volt plébános, de mint a Bosna Srebrena ferences rendtartomány szerzetesének, életének öt évtizede és munkásságának nagy része a kreševói ferences Szent Katalin-kolostor iskolájához kötődött. Pedagógusi munkája mellett 1858-ban megírt egy török–szerb–horvát szótárt (amelynek kézirata azonban elkallódott, így kiadatlan maradt), 1871-ben pedig egy földrajztudományi alapvetést, de ezen kívül is több tankönyv szerzője volt. Ivan Franjo Jukićtyal boszniai népdalokat gyűjtöttek, anyagukat 1858-ban adták nyomdába. Martić emellett pályája során a legtermékenyebb boszniai horvát költők közé tartozott. 1861 és 1883 között Osvetnici címen adta ki legnagyobb versciklusának darabjait, amiért kor- és nemzettársai a „boszniai Homérosz” tiszteleti névvel ruházták fel. Vallásos költeményeiben a szerzetesi élet mindennapjai mellett Assisi Szent Ferenc és Páduai Szent Antal életét énekelte meg. Epikus költeményében örökítette meg az 1389-es rigómezei csata eseményeit, emellett jelentősek voltak útirajzai is, amelyekben Dubrovnikban, a bulgáriai és a hercegovinai katolikus közösségek körében szerzett tapasztalatairól számolt be. Emlékiratai halála után, 1906-ban jelentek meg Zágrábban.
Korának politikai élete szintén érdekelte, az Oszmán Birodalom, majd az Monarchia megszállása alatti években egyaránt aktívan részt vett a nemzeti mozgalomban, az illirizmus támogatója volt.

## Főbb művei
- Slavodobitnica svijetlomu gospodaru Omer-paši (epikus költemény, 1852)
- Narodne pjesme bosanske i hercegovačke (népdalgyűjtemény, 1858, Ivan Franjo Jukićtyal)
- Osvetnici I–VII (versek, 1861–1883)
- Početni zemljopis za katoličke učionice u Bosni (epikus költemény, 1884)
- Narodne pjesme o boju na Kosovu godine 1389 (epikus költemény, 1886)
- Obrana Biograda godine 1456 (epikus költemény, 1887)
- Pjesnička djela fra Grge Martića (versek, 1888–1893)